# Vinarce
Vinarce (izvirno srbsko Винарце) je naselje v Srbiji, ki upravno spada pod Mesto Leskovac; slednja pa je del Jablaniškega upravnega okraja.

## Demografija
V naselju živi 2397 polnoletnih prebivalcev, pri čemer je njihova povprečna starost 38,6 let (38,2 pri moških in 39,1 pri ženskah). Naselje ima 837 gospodinjstev, pri čemer je povprečno število članov na gospodinjstvo 3,69.
To naselje je, glede na rezultate popisa iz leta 2002, večinoma srbsko.
|  |

| Demografija | Demografija     | Demografija     |
| Leto        | Št. prebivalcev | Št. prebivalcev |
| ----------- | --------------- | --------------- |
|             |                 |                 |
|             |                 |                 |
|             |                 |                 |
|             |                 |                 |
| 1948        | 2179            |                 |
| 1953        | 2247            |                 |
| 1961        | 2414            |                 |
| 1971        | 2796            |                 |
| 1981        | 3006            |                 |
| 1991        | 3186            | 3161            |
| 2002        | 3199            | 3090            |
|             |                 |                 |

| Etnična sestava po popisu iz leta 2002 | Etnična sestava po popisu iz leta 2002 | Etnična sestava po popisu iz leta 2002 | Etnična sestava po popisu iz leta 2002 | Etnična sestava po popisu iz leta 2002 |
| -------------------------------------- | -------------------------------------- | -------------------------------------- | -------------------------------------- | -------------------------------------- |
| Srbi                                   | Srbi                                   |                                        | 2.503                                  | 81,00%                                 |
| Romi                                   | Romi                                   |                                        | 575                                    | 18,60%                                 |
| Bolgari                                | Bolgari                                |                                        | 7                                      | 0,22%                                  |
| Črnogorci                              | Črnogorci                              |                                        | 1                                      | 0,03%                                  |
| Neznano                                | Neznano                                |                                        | 3                                      | 0,09%                                  |